# Jean-Jack Queyranne
« Queyranne » redirige ici. Pour l’article homophone, voir Cairanne.
Vous pouvez aider à l'améliorer ou bien discuter des problèmes sur sa page de discussion.
- Il ne cite pas suffisamment ses sources. Vous pouvez indiquer les passages à sourcer avec {{référence nécessaire}} ou {{Référence souhaitée}}, et inclure les références utiles en les liant aux notes de bas de page. (Marqué depuis octobre 2013)
- Il contient une ou plusieurs listes. Le texte gagnerait à être rédigé sous la forme d’un ou plusieurs paragraphes synthétiques, afin d’être plus agréable à lire. (Marqué depuis octobre 2013)

- Archive Wikiwix
- Bing
- Cairn
- DuckDuckGo
- E. Universalis
- Gallica
- Google
- G. Books
- G. News
- G. Scholar
- Persée
- Qwant
- (zh) Baidu
- (ru) Yandex
- (wd) trouver des œuvres sur Wikidata

Jean-Jack Queyranne, né le 2 novembre 1945 à Lyon 4e (Rhône), est un homme politique français, président du conseil régional de Rhône-Alpes entre le 2 avril 2004 et le 31 décembre 2015. Il est réélu président du conseil régional de Rhône-Alpes, le 28 mars 2010 mais perd les élections le 13 décembre 2015.
Il a été réélu député le 17 juin 2007, dans la 7e circonscription du Rhône. Il fait partie du groupe socialiste, radical, citoyen et divers gauche. Il fut aussi ministre dans le gouvernement Lionel Jospin et fait partie du conseil politique de Ségolène Royal.

## Diplômes
Licencié en droit et en lettres, Jean-Jack Queyranne est admis à Sciences Po Lyon, dont il est diplômé. Il obtient un DESS de droit public et de science politique. Il est docteur en droit public.

## Synthèse du parcours politique
Il s'engage très tôt en politique. Il participe dès 1971 à la fondation du nouveau PS, et entame sa carrière politique aux côtés de Charles Hernu, dont il est collaborateur à la mairie de Villeurbanne puis suppléant à l'Assemblée nationale.
Lors des élections régionales en 2015, il s'incline au second tour face à Laurent Wauquiez avec 36,84 % des votes contre 40,61 %.

### Mandats
(janvier 2016).

#### Député
- 24 juillet 1981 - 1er avril 1986 : député (comme suppléant de Charles Hernu entré au gouvernement)
- 2 avril 1986 - 14 mai 1988 : député
- 13 juin 1988 - 1er avril 1993 : député
- 1er juin 1997 - 4 juillet 1997 : député
- 19 juin 2002 - 19 juin 2007 : député
- 20 juin 2007 - 17 juin 2012 : député de la 7e circonscription du Rhône

#### Au conseil régional de Rhône-Alpes
- 17 mars 1978 - 21 mars 1979 : membre du Conseil régional de Rhône-Alpes
- 1er août 1981 - 21 mars 1986 : membre du Conseil régional de Rhône-Alpes
- 16 mars 1998 - 10 juillet 2002 : membre du Conseil régional de Rhône-Alpes
- 2 avril 2004 - 31 décembre 2015 : président du Conseil régional de Rhône-Alpes, réélu le 21 mars 2010
- 13 décembre 2015 - mars 2021[3] : membre du Conseil régional d'Auvergne-Rhône-Alpes

#### Au conseil général du Rhône
- 1979 - 29 mars 1990 : conseiller général du Canton de Villeurbanne-Sud

#### Mandats communaux
Jean-Jack Queyranne commence ses mandats locaux dans la mairie de Villeurbanne, près de Lyon. Il se déplacera ensuite un peu plus loin, à Bron, où il exerce d'abord la charge de maire (entre 1989 et 1997) puis celle d'adjoint au maire (entre 1997 et 2004).
A Villeurbanne:
- 21 mars 1977 - 12 mars 1983 : adjoint au maire de Villeurbanne (Rhône)
- 14 mars 1983 - 19 mars 1989 : membre du conseil municipal de Villeurbanne (Rhône)
- 14 mars 1983 - 27 juin 1988 : adjoint au maire de Villeurbanne (Rhône)

A Bron:
- 20 mars 1989 - 18 juin 1995 : maire de Bron (Rhône)
- 19 juin 1995 - 1er juin 1997 : maire de Bron
- 2 juin 1997 - 18 mars 2001 : adjoint au maire de Bron
- 19 mars 2001 - 23 avril 2004 : adjoint au maire de Bron (Rhône)

#### Mandats auprès des ministères
M. Queyranne a été sollicité tout particulièrement pour la question de l'outre-mer:
- 4 juin 1997 - 3 septembre 1998 : secrétaire d'État auprès du ministre de l'Intérieur, chargé de l'outre-mer
- 3 septembre 1998 - 30 décembre 1998 : secrétaire d'État à l'outre-mer, délégué auprès du ministre de l'Intérieur, chargé de l'intérim du ministre de l'Intérieur
- 30 décembre 1998 - 29 août 2000 : secrétaire d'État à l'outre-mer, auprès du ministre de l'Intérieur

#### Autres
- 29 août 2000 - 5 mai 2002 : ministre des Relations avec le Parlement
- depuis 2010[Quand ?] : président de la commission « développement durable et environnement » de l'association des régions de France[4]

### Fonctions politiques
- Membre du bureau exécutif et du comité directeur du parti socialiste (1983-1994) ; secrétaire national à la culture du PS (1983-1987 et 1988-1990) ; porte-parole du PS (1985-1993) ;
- Membre du bureau national du PS

### À la communauté urbaine du Lyon
- Communauté urbaine du Lyon du 25 juin 1977 au 31 mai 1995 (Membre)
- Communauté urbaine du Lyon du 1er juin 1995 au 6 mai 2001 (Vice-président)
- Communauté urbaine du Lyon du 7 mai 2001 au 23 avril 2004 (Vice-président)

### Dans la société civile
De 2009 à 2016, Jean-Jack Queyranne est président du Collectif Effinergie, organisation associative traitant de la qualité environnementale des bâtiments, dont les travaux ont grandement inspiré la mise au point des labels de performance énergétique de la  réglementation thermique en France.
Il est également maître de conférences en droit public et en science politique à l'université Lyon-II et intervenant à l'Institut libre d'étude des relations internationales à Lyon.

## Affaires judiciaires

### 1998: accusations de Charles Millon
En 1998, une controverse opposa Jean-Jack Queyranne et Charles Millon (UDF) au sujet du conseiller régional Patrice Abeille, membre de la Ligue savoisienne (indépendantiste). Après les élections régionales de 1998, le Conseil Régional du Rhône-Alpes se trouva partagé en deux factions égales, l'une voulant élire M. Queyranne et l'autre M. Millon à la tête du Conseil. La voix de M. Abeille se trouva donc déterminante pour faire pencher la bascule vers l'un ou l'autre camp. Pour finir M. Millon remporta la présidence grâce aux voix du FN, bien que M. Abeille ait voté pour M. Queyranne. Or, les conseillers de droite attaquèrent M. Queyranne, l'accusant d'avoir "porté clairement atteinte à l'intégrité [du] territoire". Les proches de Queyranne rétorquèrent qu'il s'agissait là d'une manœuvre pour faire oublier l'alliance de circonstance de M. Millon avec le FN.

### 2013: accusations de Laurent Wauquiez
À la suite de la publication d'un rapport de la Chambre régionale des comptes de la région Rhône-Alpes Auvergne du 23 juillet 2016 sur la gestion de l'association Entreprise Rhône-Alpes International, contrôlée par la région du temps de la présidence de Jean-Jack Queyranne, son successeur Laurent Wauquiez a saisi le procureur de la République. Laurent Wauquiez accuse Jean-Jack Queyranne d'avoir favorisé l'embauche de sa belle-fille au sein du bureau de l'association à Shanghai. Il s'appuie notamment sur des éléments du rapport de la chambre des comptes faisant état de recrutements au sein de l'association de proches d'administrateurs et d'agents de la région. Le rapport précise que la chambre des comptes a constaté l'absence de documents pouvant justifier ces besoins de recrutements.

## Distinctions
- Chevalier de la Légion d'honneur Il est fait chevalier le 12 juillet 2013[10].
- Officier de l'ordre national du Mérite Il est directement fait officier le 14 novembre 2016[11].